# Pfefferpotthast
Pfefferpotthast, niederdeutsch Piäpperpottharst (von Potthast bzw. „Pott-Hast“, Bezeichnung für einen „Topf-Braten“ bzw. für das Kochen kleingeschnittener Fleischstücke in einer Brühe, insbesondere einer Pfefferwürzbrühe), ist ein traditionelles Fleischgericht der Deutschen Küche und gehört zur Küche Westfalens. Es zählt zu den Ragouts bzw. Pfeffern.

## Zubereitung
Für einen traditionellen Pfefferpotthast wird zuerst Rindfleisch in Schmalz kräftig angebraten und mit Zwiebeln in gleicher Menge sowie einigen Lorbeerblättern und Nelken weich geköchelt, bis das Fleisch und die Zwiebeln in ihre Fasern zerfallen. Zum Schluss wird mit reichlich Pfeffer, evtl. einigen Kapern und Zitronensaft abgeschmeckt.
Unabdingbar ist, den Pfefferpotthast zum Schluss mit Paniermehl statt mit Mehl zu binden.
Im Sommer werden zu diesem Gericht Salzkartoffeln und Salat gereicht, im Winter werden dazu Gewürzgurken und Rote Bete serviert.

## Geschichte und Brauchtum
Das Gericht wurde 1378 das erste Mal urkundlich in Dortmund in dem Bericht über die Agnes von der Vierbecke erwähnt. Der Name setzt sich aus Pfeffer, Pott und Hast zusammen. „Hast“ steht dabei für das Stück Rindfleisch, das wesentlicher Bestandteil des Pfefferpotthast ist, „Pott“ weist darauf hin, dass lediglich ein Topf benötigt wird, strittig ist lediglich die Bedeutung von „Pfeffer“ in diesem Zusammenhang. Pfeffer kann ein Hinweis auf das verwendete Gewürz sein, wahrscheinlicher ist jedoch, dass das Wort für eine stark gewürzte Brühe bzw. Speise steht. Rinderpotthast wurde früher gern mit gebratenem Huhn, Kalbspotthast mit Kalbsbraten kombiniert.
In einigen Städten wie etwa Dortmund gehört es zum Brauch, dieses Gericht im Herbst zu servieren. In der Stadt wird jährlich im Herbst das Pfefferpotthastfest auf dem Alten Markt gefeiert. In Westhofen, einem Stadtteil von Schwerte, gehört das Pfefferpotthast charakteristisch zum winterlichen Sup Peiter.